# The Funkids
The Funkids is een Georgische kinderband. Ze namen met hun liedje Funky Lemonade deel aan het Junior Eurovisiesongfestival 2012 in Amsterdam. De band bestaat uit: Ketevan Samkharadze, Nini Dashniani, Luka Yarmazanashvili en Elene Arachashvili. Ze werden tweede met 103 punten, 35 punten verschil met winnaar Oekraïne.
2007: Mariam Romalasjvili ·
2008: Bzikebi ·
2009: Princesses ·
2010: Mariam Kachelisjvili ·
2011: Candy ·
2012: The Funkids ·
2013: The Smile Shop ·
2014: Lizi Pop · 
2015: The Virus · 
2016: Mariam Mamadasjvili · 
2017: Grigol Kipsjidze · 
2018: Tamar Edilasjvili · 
2019: Giorgi Rostiasjvili · 
2020: Sandra Gadelia · 
2021: Nikoloz Kajaia · 
2022: Mariam Bigvava · 
2023: Anastasia & Ranina